# WeTransfer
WeTransfer（ウィー トランスファー）は、オランダ・アムステルダムで設立されたファイル転送サービスである。2024年にイタリアのBendingSpoonsに買収された。

## 歴史

### 初期の開発と発表
2009年、大きなファイルの共有に不満を持ったBeerensが 「両親が簡単に使える程シンプルに」というコンセプト  で作られた。ダウンロード画面をフルスクリーンの背景画像にしてビルボードのように広告を出すというアイディアはブログNalden.netを運営していたNaldenが出した。 
2012年、有料サービスであるPlusを導入し、より大容量のファイル転送、ストレージ、アドレス帳、ファイルのパスワード保護機能が利用可能となった。2013年に収益化を達成。2014年、ビデオシリーズであるcreativeclass.tvを開始。2015年、Highland Capital Partners Europeから2,500万ドルのシリーズA資金調達ラウンドを調達した。 

### 2016–2022
2016年、2010年にNaldenとDamian Bradfieldによって設立されたテクノロジーをシンプルで便利に使えるようにすることを得意とするデザインスタジオPresent Plusの買収を発表。2016年9月、ロサンゼルスのベニスビーチに米国初のオフィスを開設。
2017年初頭、経営者会長になったBas Beerensに代わり、Gordon Willoughbyが会社の最高経営責任者に就任。2018年8月、スケッチアプリPaperと共同プレゼンテーションアプリPasteなどを開発するFiftyThreeを買収。

### 買収
2024年7月にイタリアのBendingSpoonsがWeTransferを買収すると発表した。同年9月にはBending SpoonsのCEOはWeTransferのスタッフの最大3/4をレイオフすると述べた。

## 技術
Amazonsのインフラと技術に基づいており、ストレージとファイル送信にAmazon s3を使用している。